# Quart (eenheid)
Quart is (onder andere) een Engelse inhoudsmaat met eenheidssymbool qt.
1 qt = 2 pt ≈ 1,13652 l = 1,13652 × 10−3 m³.
De Quart is ook een Amerikaanse inhoudsmaat:
voor vaste stoffen: 1,101 liter
voor vloeistoffen: 0,946 liter
Quart is geen SI-eenheid en gebruik ervan is niet aan te raden.